# Exodus (Kilar)
Exodus is een compositie van Wojciech Kilar, die hij voltooide in 1981. Het refereert aan Exodus en dan met name aan de solidariteit.
Kilar kreeg inspiratie voor dit werk in de zomer van 1979 en voltooide het twee jaar later; het is gebaseerd op een Joods melodietje. Reden voor dit werk vond Kilar in het bezoek van Paus Johannes Paulus II in 1979 en de toenemende solidariteit binnen het Poolse volk, met name ook op religieus gebied.
Het werk heeft eenzelfde constructie als de Bolero van Maurice Ravel. Het werk begint zacht en heeft een crescendo gedurende het gehele tijdpad van de symfonie. Harpen zetten het werk in gang waarna meer solopartijen volgen, daarna voegen steeds meer instrumenten zich in de melodie totdat het gemengd koor het overneemt. Exodus vormt de apotheose van het officieuze drieluik De moeder Gods, Angelus en Exodus. Naar het eind van Exodus moduleert Kilar van mineur naar majeur en qua karakter van gelatenheid naar optimisme.
Exodus werd gebruikt in de trailer van Schindler's List van Steven Spielberg en ook in Terence Malick's film Knight of Cups als algemeen terugkerend thema.

## Orkestratie
- gemengd koor
- 4 dwarsfluiten, 4 hobo’s, 4 klarinetten, 4 fagotten;
- 6 hoorns, 6 trompetten, 6 trombones, 1 tuba
- 6 man / vrouw percussie, celesta, 2 harpen, piano
- 16 eerste violen, 16 tweede violen, 14 altviolen, 12 celli, 10 contrabassen.

## Tekst
De gezongen tekst:
- Domine Deus, ecce venit populus, Tuus, Domine
- Allelujah
- Hosanna ei qui venit hodie in nomie Domini
- Hosanna nomini! Hosanna!

## Discografie
- Uitgave Dux Records: Pools Nationaal Radio-Symfonieorkest met koor onder leiding van Antoni Wit; opname live: 16 juni 1997 te Warschau
- Uitgave Olympia Compact Discs Ltd.: idem, opname 1985
- Uitgave Naxos: idem, opname onbekend